# Хинкли-энд-Босуорт
Хинкли-энд-Босуорт (англ. Hinckley and Bosworth) — неметрополитенский район (англ. Non-metropolitan district) со статусом боро в графстве Лестершир (Англия). Административный центр — город Хинкли.

## География
Район расположен в западной части графства Лестершир, граничит с графством Уорикшир.

## Состав
В состав района входит 2 города: 
- Хинкли
- Эрл Шилтон

и 23 общины (англ. Civil parish):
- Багворт энд Торнтон
- Барлстон
- Баруэлл
- Бербаж
- Кадеби
- Карлтон
- Десфорд
- Гроби
- Хайэм он Хилл
- Маркет Босворт
- Маркфилд
- Нейлстон
- Ньюболд Вердон
- Осбастон
- Пеклтон
- Ратби
- Шакерстон
- Шипи
- Стантон андер Бардон
- Сток Голдинг
- Саттон Чини
- Туайкросс
- Уитерли